# Liste von Hummelfiguren
Diese Liste von „Hummelfiguren“, die ab 1935 von der Porzellanfabrik W. Goebel nach Entwürfen der Ordensschwester Maria Innocentia Hummel hergestellt wurden, ist nach Nummern, Modelljahren und Modelleuren sortierbar. Einzelne Modelle wurden im Laufe der Jahrzehnte in verschiedenen Größen, Farbvarianten oder Neuauflagen herausgebracht. Die Liste erhebt keinen Anspruch auf Vollständigkeit und kann ständig erweitert werden:
| „Hummelnummer“ | Modelljahr | Modelleur                    | Bezeichnung                 | Besonderheit                                                                   |
| -------------- | ---------- | ---------------------------- | --------------------------- | ------------------------------------------------------------------------------ |
| Hum 1          | 1935       | Arthur Möller                | Geigerlein (mit Hund)       | Das Geigerlein wird von einem Hund begleitet                                   |
| Hum 2/0        | 1935       | Arthur Möller                | Geigerlein                  |                                                                                |
| Hum 2/I        | 1935       | Arthur Möller                | Geigerlein                  |                                                                                |
| Hum 2/III      | 1935       | Arthur Möller                | Geigerlein                  |                                                                                |
| Hum 2/I        | 1935       | Arthur Möller                | Geigerlein                  | weiße Figur der Serie „Expressions of Youth“                                   |
| Hum 3/I        | 1935       | Arthur Möller                | Der Bücherwurm              |                                                                                |
| Hum 4          | 1935       | Arthur Möller                | Geigerlein                  |                                                                                |
| Hum 4          | 1935       | Arthur Möller                | Geigerlein                  | Artikelnummer 01004019                                                         |
| Hum 5          | 1935       | Arthur Möller                | Wanderbub mit Hund          |                                                                                |
| Hum 6/I        | 1935       | Arthur Möller                | Jägerlein                   |                                                                                |
| Hum 6/II       | 1935       | Arthur Möller                | Jägerlein                   |                                                                                |
| Hum 6/2/0      | 1935       | Arthur Möller                | Jägerlein                   |                                                                                |
| Hum 6/0        | 1935       | Arthur Möller                | Jägerlein                   |                                                                                |
| Hum 7/0        | 1935       | Arthur Möller                | Wanderbub                   |                                                                                |
| Hum 7/I        | 1935       | Arthur Möller                | Wanderbub                   |                                                                                |
| Hum 7/III      | 1935       | Arthur Möller                | Wanderbub                   |                                                                                |
| Hum 7/X        | 1935       | Arthur Möller                | Wanderbub                   |                                                                                |
| Hum 8          | 1935       | Reinhold Unger               | Der Bücherwurm              |                                                                                |
| Hum 9          | 1935       | Arthur Möller                | Gratulant                   |                                                                                |
| Hum 9/II       | 1935       | Arthur Möller                | Gratulant                   |                                                                                |
| Hum 9/II       | 1935/2010  | Arthur Möller/Marion Huschka | Gratulant                   | 20 cm hohe Sonderfigur zu „75 Jahre Hummel“ 2010; limitierte Auflage 750 Stück |
| Hum 10/I       | 1935       | Reinhold Unger               | Blumenmadonna               |                                                                                |
| Hum 11/2/0     | 1935       | Arthur Möller                | Wanderbub                   |                                                                                |
| Hum 11/0       | 1935       | Arthur Möller                | Wanderbub                   |                                                                                |
| Hum 11/0       | 1935       | Arthur Möller                | Wanderbub                   | Artikelnummer 01011352                                                         |
| Hum 12/2/0     | 1935       | Arthur Möller                | Ich bringe Glück-Kaminfeger |                                                                                |
| Hum 12/I       | 1935       | Arthur Möller                | Ich bringe Glück-Kaminfeger | Artikelnummer 01012350                                                         |
| Hum 12/I       | 1935       | Arthur Möller                | Ich bringe Glück-Kaminfeger |                                                                                |
| Hum 12/4/0     | 1935       | Arthur Möller                | Ich bringe Glück-Kaminfeger |                                                                                |
| Hum 13/2/0     | 1935       | Reinhold Unger               | Die Gratulantin             |                                                                                |
| Hum 13/0       | 1935       | Reinhold Unger               | Die Gratulantin             |                                                                                |
| Hum 13/II      | 1935       | Reinhold Unger               | Die Gratulantin             |                                                                                |
| Hum 13/V       | 1935       | Reinhold Unger               | Die Gratulantin             |                                                                                |
| Hum 13/4/0     | 1935       | Reinhold Unger               | Die Gratulantin             |                                                                                |
| Hum 488        | 1988       | Helmut Fischer               | Was ist das?                | Sonderbodenbild „M.I. Hummel Club Exclusive Edition 1997/98“                   |
| Hum 845        | 2002       | Helmut Fischer               | Erster Bass                 | Sonderbodenbild „M.I. Hummel-Club Exclusive Edition 2003/04“                   |
| Hum 2071       | 1998       | Helmut Fischer               | Glücksbote                  | Sonderbodenbild „M.I. Hummel Club Exclusive Edition 1999/2000“                 |
| Hum 2143 A     | 2002       | Helmut Fischer               | Season's best               | Eishockeyspielerin. Entwurf im Jahr 2001                                       |
| Hum 2143 B     | 2002       | Helmut Fischer               | Let's take to the ice       | Eishockeyspieler. Entwurf im Jahr 2001                                         |
| Hum 2300       | 2014       | ?                            | Stichst du?                 | Sonderbodenbild „M.I. Hummel Club Exclusive Edition 2015“                      |